# مولان روج (فلم 1952)
مولان روج (بالفرنسية: Moulin Rouge) هو فيلم دراما تم إنتاجه في المملكة المتحدة وصدر في سنة 1952.

## الطاقم

### الممثلون
- زازا غابور بدور جين أفريل

## الميزانية والإيرادات
بلغت تكلفة إنتاج الفيلم حوالي 1.5 مليون دولار (approx. £967,785) بينما حقق أرباحا تقدر بـ 5 ملايين دولار (est. / Canada rentals).

## ترشيحات وجوائز
| السنة | الحدث  | الفئة     | النتيجة |
| ----- | ------ | --------- | ------- |
|       | أوسكار | أفضل فيلم | ترشـيـح |

## وصلات خارجية
- مقالات تستعمل روابط فنية بلا صلة مع ويكي بيانات